# Gashaki
Gashaki ist einer von 15 Sektoren im Distrikt Musanze in der Nordprovinz von Ruanda.

## Geographie
Gashaki hat eine Fläche von 29,4 km² und liegt auf einer Höhe von etwa 1860 m. Der Sektor unterteilt sich in die vier Zellen Kigabiro, Kivumu, Mbwe und Muharuro. Nachbarsektoren sind im Norden Kinoni, im Nordosten Gitovu, im Osten Rugengabari, im Südosten Kamubuga, im Süden Kivuruga, im Westen Remera und im Nordwesten Gacaca. Die Nordseite des Sektors bildet eine Halbinsel des Ruhondo-Sees. Auch die meisten Inseln im See liegen innerhalb des Sektors Gashaki.

## Bevölkerung
Nach der Volkszählung von 2022 betrug die Einwohnerzahl 14.272 Einwohner. Zehn Jahre zuvor waren es 13.648, was einem jährlichen Bevölkerungszuwachs von 0,5 Prozent zwischen 2012 und 2022 entspricht.

## Verkehr
Nahe der Südgrenze des Sektors verläuft die asphaltierte Nationalstraße 2. Eine District Road quert den Sektor zudem etwas weiter nördlich.